# Arthur Blaise
Arthur Blaise, né le 15 mars 2005 à Paris, est un coureur cycliste français membre de l’équipe Decathlon AG2R La Mondiale Development. Il pratique également le triathlon.

## Biographie
Arthur Blaise commence très jeune le triathlon vers ses 7 ans en minime, catégorie dans laquelle il est champion de France à plusieurs reprises. C’est dans ce sport qu’il est remarqué pour ses qualités sur le vélo et qui pousse la formation AG2R - Citroën à le recruter dans leur équipe U19 en 2022.

### Carrière
En 2021, il remporte le Chrono des Nations cadets. L’année suivante, en triathlon, il est sacré champion de France en catégorie cadets avant de se concentrer exclusivement sur le cyclisme sur route. 
Lors de la saison 2023, il remporte trois victoires, la Route d’Éole ainsi qu’une étape et le contre-la-montre de la Côte-d’Or Classics. Il est promu en fin d’année dans l’équipe développement de la Decathlon AG2R La Mondiale. En 2024, il réalise une excellente performance sur le Tour du Poitou-Charentes où il se classe sixième du contre-la-montre de la course. Il déclare à la suite du chrono qu’il n’est « pas surpris » au vu de sa forme et que « le podium était jouable » dans « d’autres conditions ».

### Style et caractéristiques
Arthur Blaise est un rouleur et spécialiste du contre-la-montre.

## Palmarès sur route

### Par année
- 2021
  - Chrono des Nations cadets
- 2022
  - Route d'Éole
    - Classement général
    - 2e étape
- 2023
  - Route d'Éole
    - Classement général
    - 2e étape

  - 2e étape de la Côte d’Or Classic Juniors (contre-la-montre)
- 2025
  -  Champion de France du contre-la-montre espoirs

## Palmarès en triathlon

### Par année
- 2022
  -  Champion de France de triathlon cadets